# Umshini wami
 (février 2023).
Si vous disposez d'ouvrages ou d'articles de référence ou si vous connaissez des sites web de qualité traitant du thème abordé ici, merci de compléter l'article en donnant les références utiles à sa vérifiabilité et en les liant à la section « Notes et références ».
Umshini wami,  aussi connue sous le nom de Awuleth' Umshini Wami, en français, « Apporte moi ma mitrailleuse » est une chanson militante en langue zouloue apparue en Afrique du Sud pendant la période de l'apartheid et entonnée par les membres de la Umkhonto we Sizwe, la branche militante du Congrès national africain. Plus récemment[Quand ?], ce chant est devenu lié à la personne de Jacob Zuma, l'ancien président de l'ANC, et est souvent chanté lors de rassemblements auxquels lui ou ses sympathisants participent.

## Paroles
| Zoulou | Anglais |
| --- | --- |
| Umshini wami mshini wami (lead) khawuleth'umshini wami (Follower) Umshini wami mshini wami, khawuleth'umshini wami Umshini wami mshini wami, khawuleth'umshini wami Wen'uyang'ibambezela(Lead) umshini wami, khawuleth'umshini wami(Follower) | Ma mitrailleuse S'il te plaît apporte moi ma mitrailleuse Ma mitrailleuse, ma mitrailleuse S’il te plaît apporte moi ma mitrailleuse Ma mitrailleuse, ma mitrailleuse S’il te plaît apporte moi ma mitrailleuse S’il te plaît apporte moi ma mitrailleuse You're pulling me back Ma mitrailleuse, s’il te plaît apporte moi ma mitrailleuse |